# Flugplatz Coburg-Brandensteinsebene

i7
i11
i13

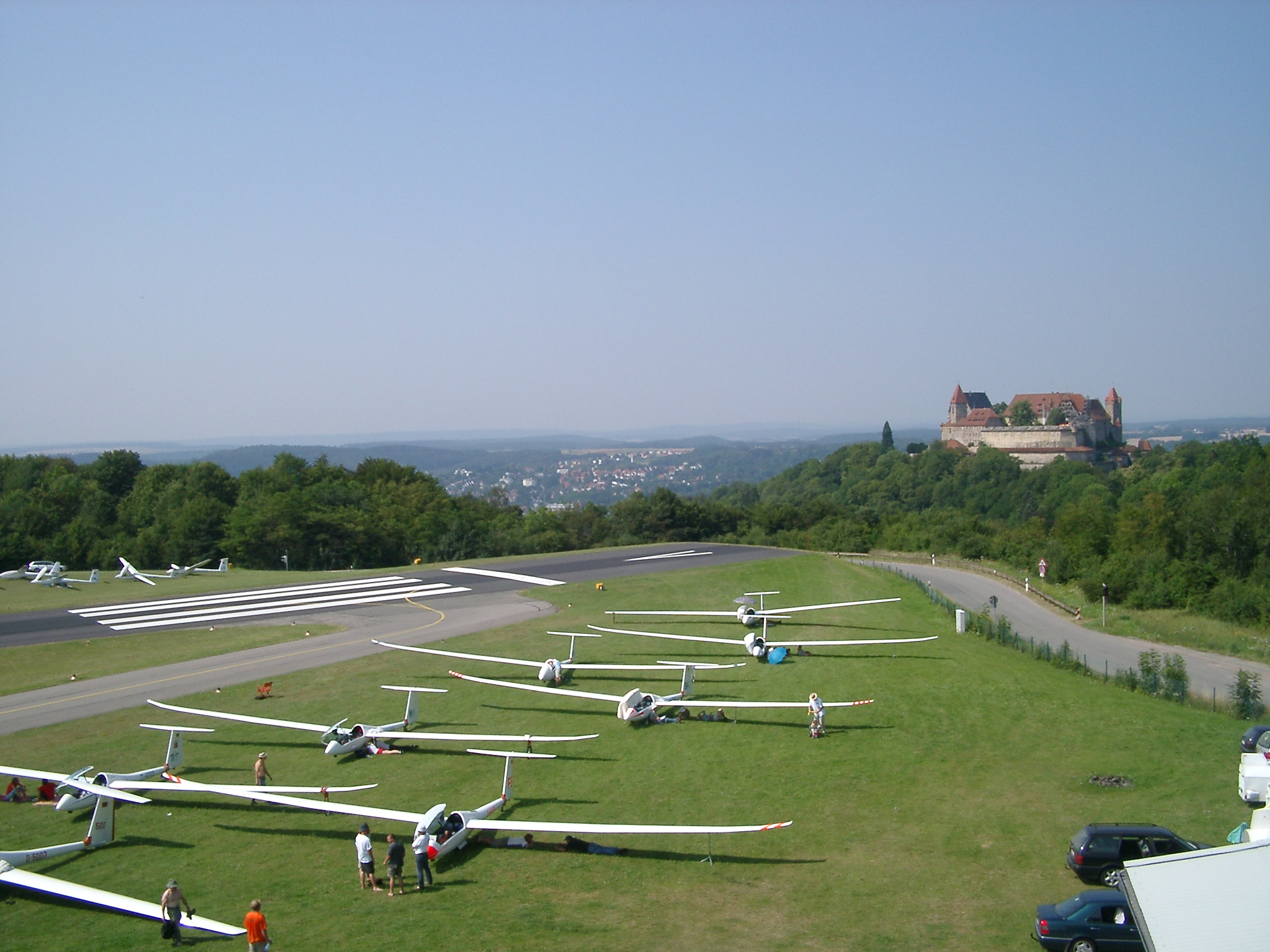
Segelflugzeuge auf dem Vorfeld

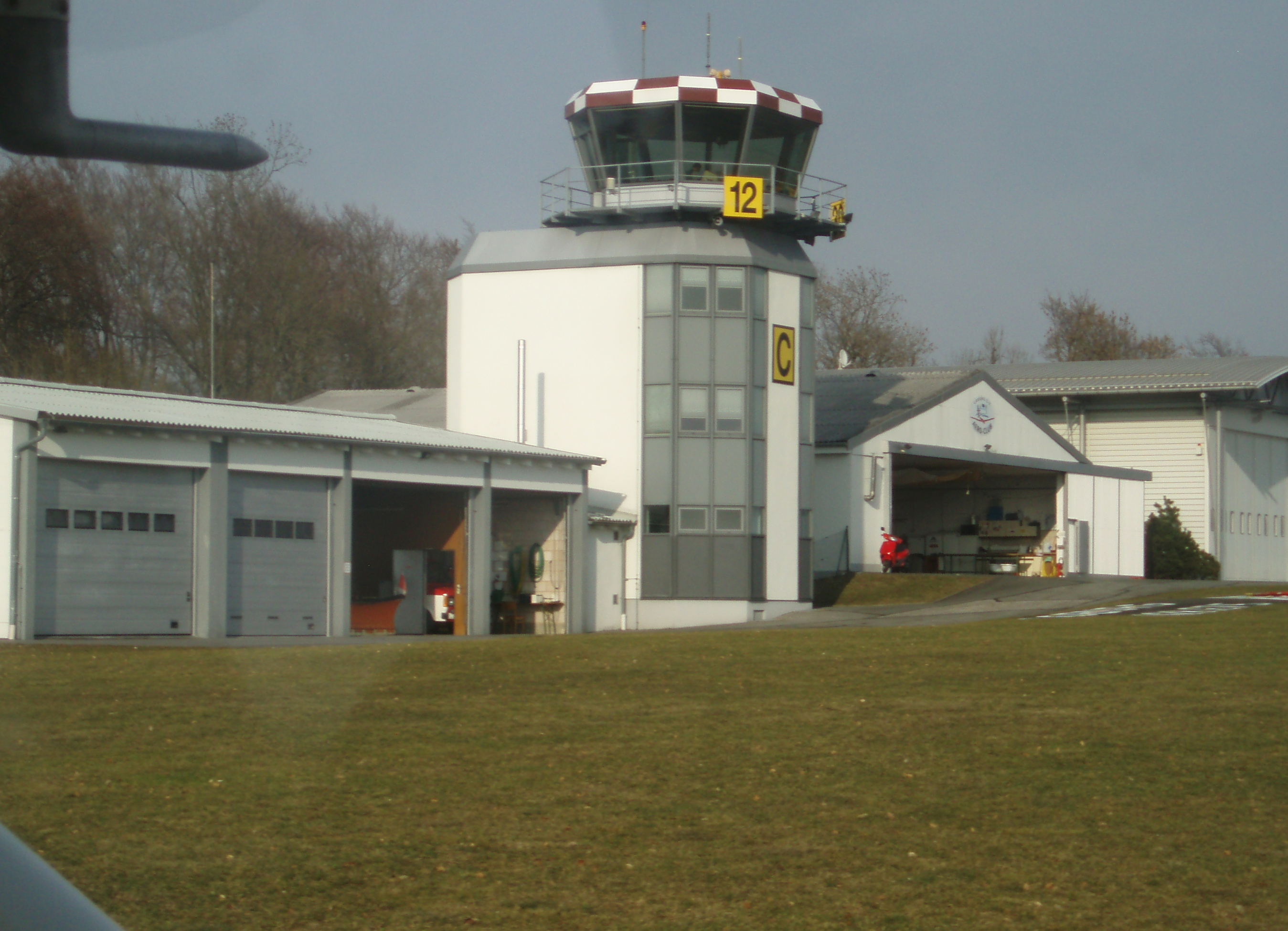
Tower

Der Verkehrslandeplatz Coburg-Brandensteinsebene (ICAO-Code: EDQC) liegt östlich der Veste Coburg, inmitten einer Mittelgebirgslandschaft zwischen Thüringer Wald und Fichtelgebirge.

## Geschichte
Die Brandensteinsebene liegt in Nachbarschaft zur Veste Coburg. Nach Zerschlagung des Kammerguts Festungshof im Jahr 1908 wurde das größte Wiesen- und Feldstück durch das in Coburg stationierte III. Bataillon des 6. Thüringischen Infanterieregiments Nr. 95 als Exerzierplatz genutzt. Im Rahmen eines Flugtages startete am 23. Juni 1912 der Flugpionier Willy Kanitz zu einem Rundflug auf der Brandensteinsebene.
Der Flugplatz wurde im August 1913 als militärischer Flugstützpunkt durch Herzog Carl Eduard mit einer Flugzeughalle eröffnet. Dabei waren 15.000 Besucher anwesend. Im Ersten Weltkrieg war der Flugstützpunkt Ausweichflugplatz für die Gothaer Fliegerersatzabteilung 3. Die Flugzeughalle musste 1921 gemäß den Bedingungen des  Friedensvertrags von Versailles abgebaut werden.
1923 wurde eine neue Flugzeughalle eröffnet. Im Oktober 1924 folgte die Einweihung des Zivilflugplatzes auf der Brandensteinsebene. Im Zweiten Weltkrieg hatte der Flugplatz keine strategische Rolle. Die Flugzeughalle wurde 1944 bei einem Tieffliegerangriff in Brand geschossen.
Der Flugplatz befindet sich im Eigentum der Stadt Coburg. Betreiberschaft und Halterschaft liegen seit April 2020 bei der SÜC Verkehrslandeplatz GmbH. Der Flugplatz hatte im Jahr 2011 rund 15.500 Starts und Landungen und kann auf einer Landebahn von über 632 Meter Länge mit Flugzeugen bis zu einem maximalen Abfluggewicht von 5,7 Tonnen angeflogen werden.
Aufgrund der Plateaulage des Flugplatzes sowie der sehr kurzen Landebahn war die Brandensteinsebene ein Missionsflugplatz der Bundeswehr. Er wurde zum Training von Starts und Landungen von der Luftwaffe der Bundeswehr mit einer Transall C-160 angeflogen.

## Veranstaltungen
- bis 2017 Airshow Coburg.
- Im Juni 2006 fand auf dem Flugplatz die Deutsche Segelflugmeisterschaft der Frauen statt.

## Aus- bzw. Neubau
Um die Wettbewerbsfähigkeit Coburgs zu erhalten, wurde ein Aus- bzw. Neubau eines Verkehrslandeplatzes angestrebt. Im Februar 2007 folgte die Einleitung eines Raumordnungsverfahren mit dem Abschluss im August 2007. Als Standorte wurden Neida (nordwestlich von Coburg), Gossenberg (südwestlich der Stadt) und Bieberbach (östlich von Coburg) überprüft. Ein Ausbau des bestehenden Verkehrslandeplatzes Coburg-Brandensteinsebene wurde im Juni 2008 vom Coburger Stadtrat einstimmig abgelehnt. Durch den Ausbau hätte höchstens eine Länge von 1200 Meter für die Start- und Landebahn anstatt der angestrebten 1800 Meter erreicht werden können. Aufgrund der erforderlichen infrastrukturellen Maßnahmen, zum Beispiel Aufschütten größerer Mengen an Erdreich, würde eine Flugplatzerweiterung ungefähr genauso viel kosten wie ein Neubau im Umland mit um 50 % längerer Start- und Landebahn (1800 m).
Ein Ausbau des Segelfluggeländes Coburg-Steinrücken ist aufgrund benachbarter Naturschutzgebiete und der Schnellfahrstrecke Nürnberg–Erfurt nicht möglich.
Zu Beginn des Jahres 2010 wurde bekannt, dass die für den Verkehrslandeplatz Brandensteinsebene seit 2001 gültige Ausnahmegenehmigung für den Flugbetrieb nach den Vorschriften für den Instrumentenflug über Dezember 2010 hinaus von Seiten des Bundesministerium für Verkehr nicht mehr verlängert werden würde, da es bisher keine Anstrengungen erkennen konnte, „einen richtlinienkonformen Zustand dieses Verkehrslandeplatzes herzustellen.“ Daher beschlossen sowohl der Coburger Stadtrat als auch der Kreistag, gemeinsam mit den Unternehmen Kapp Werkzeugmaschinen und Brose Fahrzeugteile sowie der Industrie- und Handelskammer zu Coburg eine Projektgesellschaft zur Einleitung eines Planfeststellungsverfahrens bezüglich eines Flugplatzneubaus am Standort Neida zu gründen. Im Juli 2010 teilte das bayerische Wirtschaftsministerium mit, dass es die Ausnahmegenehmigung auch über das Jahr 2010 hinaus gegenüber den zuständigen Entscheidungsstellen befürworten würde. Ende Oktober 2014 wurde beim Luftamt Nordbayern in Ansbach der Antrag auf Planfeststellung für den Neubau eines Verkehrslandeplatzes bei Neida, als Ersatz für den Flugplatz Coburg-Brandensteinsebene, eingereicht. Der Antrag auf Einleitung des Planfeststellungsverfahrens wurde 2019 zurückgenommen, da das Luftamt Nordbayern den Instrumentenflugbetrieb am Flugplatz Bamberg-Breitenau genehmigte.
Am 29. Dezember 2010 wurden per NOTAM alle Instrumentenflugverfahren (An-/Abflug) eingestellt. Der Flugplatz war damit bis auf weiteres nur für den Verkehr nach Sichtflugregeln zugelassen. Nachdem der Umbau mit einer Verkürzung der zuvor 860 Meter langen Start-/Landebahn Anfang Juli fertiggestellt und vom Luftamt Nordbayern abgenommen wurde, sind am AIRAC-Termin 26. Juli 2012 die neuen IFR-Anflugverfahren für die Landebahn 30 in Kraft getreten. Neben der Verkürzung der Bahn auf 632 Meter wurde auch eine verkürzte Anflugbefeuerung für die Hauptlanderichtung 30 in Betrieb genommen. Eine 150 Meter längere Anflugbefeuerung auf Masten wurde am 1. Januar 2020 in Betrieb genommen.
Von Anfang Juni 2022 bis Ende September 2022 war der Flugbetrieb für die Sanierung der Landebahn komplett eingestellt.